# 영국의 계관시인

## 계관시인 목록
| 계관시인          | 초상화 | 생몰년       | 계관시인직                           | 임명자                | 임명기간 |
| ----------------- | ------ | ------------ | ------------------------------------ | --------------------- | -------- |
| 존 드라이든       |        | 1631–1700    | 1668년 4월 13일 – 1688년 1월         | 찰스 2세              | 20       |
| 토마스 셰드웰     |        | c. 1640–1692 | 1689년 3월 9일 – 1692년 11월 19/20일 | 윌리엄 3세와 메리 2세 | 3        |
| 네이엄 테이트     |        | 1652–1715    | 1692년 12월 23일 – 1715년 7월 30일   | 윌리엄 3세와 메리 2세 | 23       |
| 니콜라스 로       |        | 1674–1718    | 1715년 8월 1일 – 1718년 12월 6일     | 조지 1세              | 3        |
| 로렌스 유즈든     |        | 1688–1730    | 1718년 12월 10일 – 1730년 9월 27일   | 조지 1세              | 12       |
| 콜리 시버         |        | 1671–1757    | 1730년 12월 3일 – 1757년 12월 12일   | 조지 2세              | 27       |
| 윌리엄 화이트헤드 |        | 1715–1785    | 1757년 12월 19일 – 1785년 4월 14일   | 조지 2세              | 27       |
| 토마스 워튼       |        | 1728–1790    | 1785년 4월 20일 – 1790년 5월 21일    | 조지 3세              | 5        |
| 헨리 제임스 파이  |        | 1745–1813    | 1790년 7월 28일 – 1813년 8월 11일    | 조지 3세              | 23       |
| 로버트 사우디     |        | 1774–1843    | 1813년 8월 12일 – 1843년 3월 21일    | 조지 3세              | 30       |
| 윌리엄 워즈워스   |        | 1770–1850    | 1843년 4월 6일 – 1850년 4월 23일     | 빅토리아 여왕         | 7        |
| 앨프리드 테니슨   |        | 1809–1892    | 1850년 11월 19일 – 1892년 10월 6일   | 빅토리아 여왕         | 42       |
| 앨프리드 오스틴   |        | 1835–1913    | 1896년 1월 1일 – 1913년 6월 2일      | 빅토리아 여왕         | 17       |
| 로버트 브리지스   |        | 1844–1930    | 1913년 7월 25일 – 1930년 4월 21일    | 조지 5세              | 17       |
| 존 메이스필드     |        | 1878–1967    | 1930년 5월 9일 – 1967년 5월 12일     | 조지 5세              | 37       |
| 세실 데이루이스   |        | 1904–1972    | 1968년 1월 2일 – 1972년 5월 22일     | 엘리자베스 2세        | 4        |
| 존 베처먼         |        | 1906–1984    | 1972년 10월 20일 – 1984년 5월 19일   | 엘리자베스 2세        | 12       |
| 테드 휴즈         |        | 1930–1998    | 1984년 12월 28일 – 1998년 10월 28일  | 엘리자베스 2세        | 14       |
| 앤드루 모션       |        | 1952–        | 1999년 5월 19일 – 2009년 5월         | 엘리자베스 2세        | 10       |
| 캐럴 앤 더피      |        | 1955–        | 2009년 5월 1일 – 2019년 5월          | 엘리자베스 2세        | 10       |
| 사이먼 아미티지   |        | 1963–        | 2019년 5월 10일                      | 엘리자베스 2세        | –        |

https://books.google.co.kr/books?id=9XQxBwAAQBAJ&printsec=frontcover&hl=ko#v=onepage&q&f=false%5B깨진+링크(과거+내용+찾기)%5D